# Georg Arnold Heise
Georg Arnold Heise (født 2. august 1778 i Hamburg, død 6. februar 1851 i Lübeck) var en tysk retslærd.
Heise blev Dr. jur. 1802, 1803 akademisk lærer i Göttingen, ekstraordinær professor sammesteds 1804 og samme år ordentlig professor i Heidelberg, hvor blandt andre Baggesen hørte til hans omgangskreds, 1814 i Göttingen, 1818 overjustitsråd i Hannover, 1820 præsident for den nyoprettede overappellationsret for de tyske fristæder. 
Trods sin sparsomme litterære produktion — Grundriss der Systeme des gemeinen Civilrechts zum Behuf einer Pandektenvorlesung (1807, 3. oplag 1834), Juristische Abhandlungen mit Entscheidungen des Oberappellationsgerichts der vier freien Städte Deutschlands (I 1827, II 1830) sammen med Friedrich Cropp, professor i Heidelberg, og andre — har Heise både som teoretiker og praktiker spillet en stor rolle i Tyskland; hans pandektværk blev stærkt benyttet, delvis også plagieret af andre. Han var en klar og systematisk tænker, den af ham ledede ret gjaldt i lange tider som Tysklands største autoritet i handels- og søsager.